# Speaker du Sénat d'Irlande du Nord
Le speaker du Sénat d'Irlande du Nord (Speaker of the Senate of Northern Ireland en anglais) est l'officier qui préside au Sénat d'Irlande du Nord, chambre haute du Parlement d'Irlande du Nord qui existe de 1921 à 1972.
Il s'agit d'un poste distinct de celui de leader du Sénat d'Irlande du Nord. Au cours de son histoire, il est occupé par cinq hommes, tous membres du Parti unioniste d'Ulster.

## Liste des speakers du Sénat
| No | Nom                                                                | Début | Fin  | Parti | Parti |
| -- | ------------------------------------------------------------------ | ----- | ---- | ----- | ----- |
| 1  | Frederick Hamilton-Temple-Blackwood, 3e marquis de Dufferin et Ava | 1921  | 1930 |       | UUP   |
| 2  | Maxwell Ward, 6e vicomte Bangor                                    | 1930  | 1950 |       | UUP   |
| 3  | Roland Nugent                                                      | 1950  | 1961 |       | UUP   |
| 4  | Alexander Gordon                                                   | 1961  | 1964 |       | UUP   |
| 5  | Daniel Dixon, 2e baron Glentoran                                   | 1964  | 1972 |       | UUP   |